# Cratere Huxiang
Huxiang è un cratere sulla superficie di Marte.